# 街頭テレビ

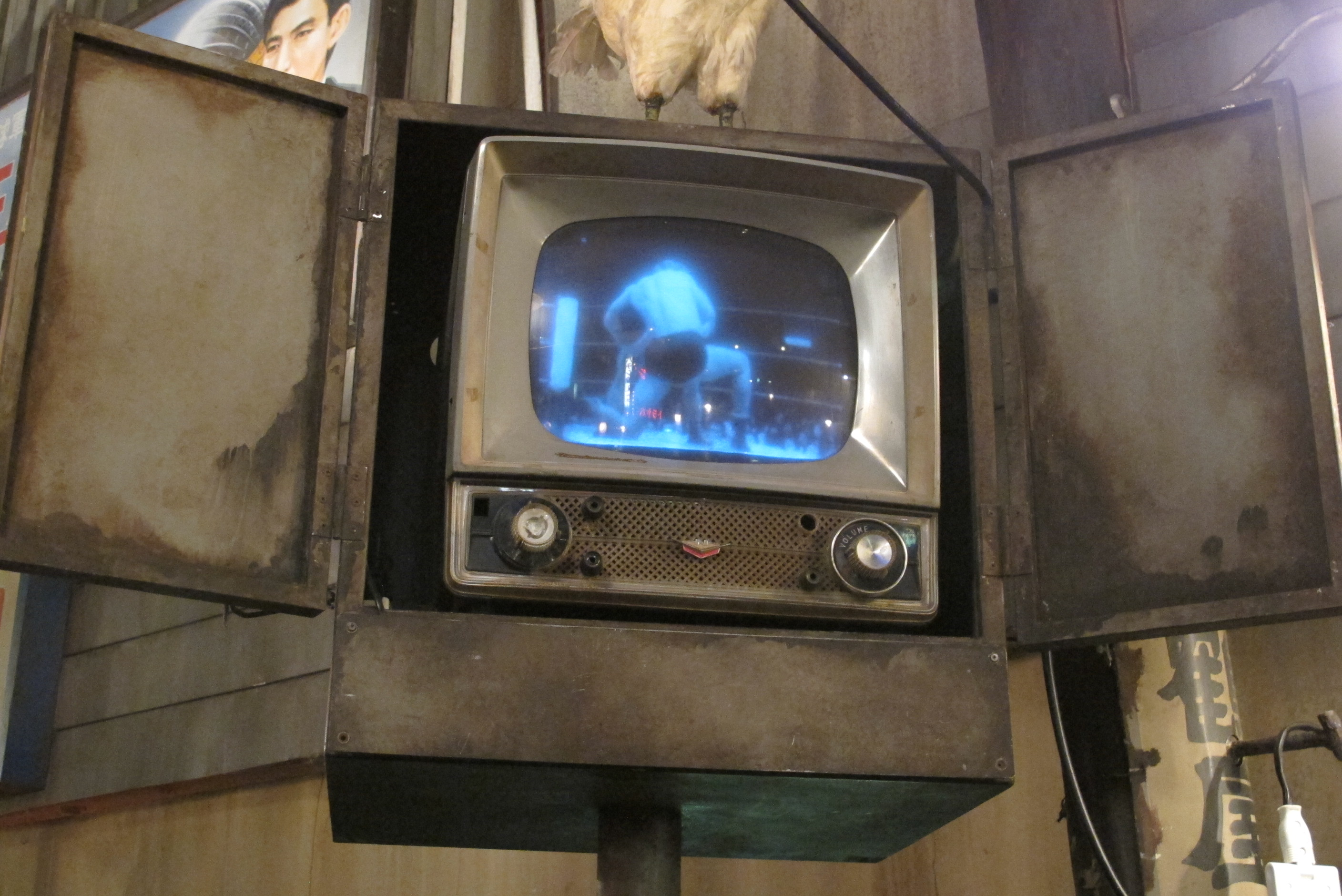
昭和30年代の街頭テレビを再現したレプリカ

街頭テレビ（がいとうテレビ）は、不特定多数の人が集まる場所に設置された無料で視聴できるテレビ受像機（使用料が必要になるのは「有料テレビ」。コインタイマーが付属している）。

## 各所への設置

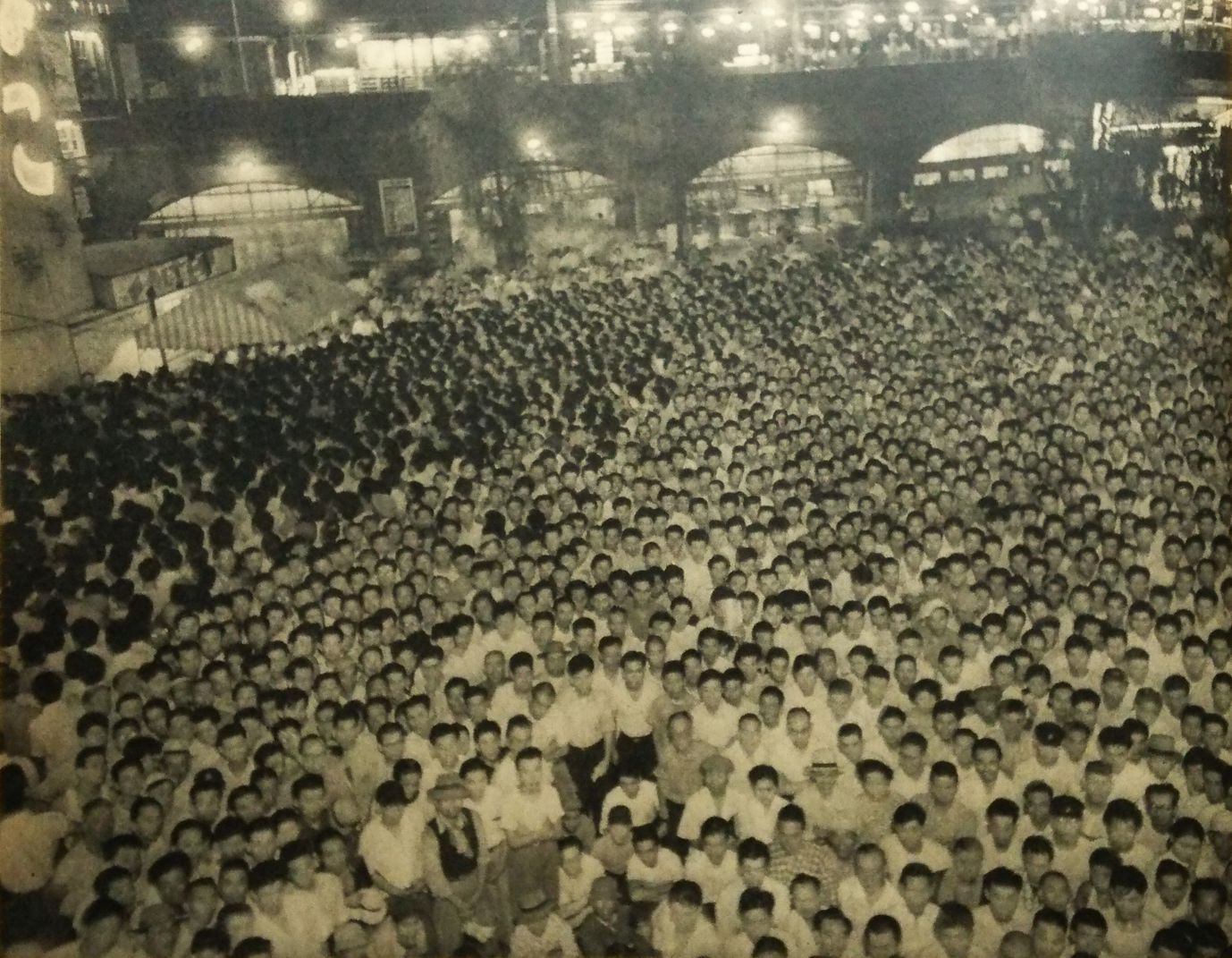
国際プロレスリング大会での力道山戦の放送に群がる市民（1955年）

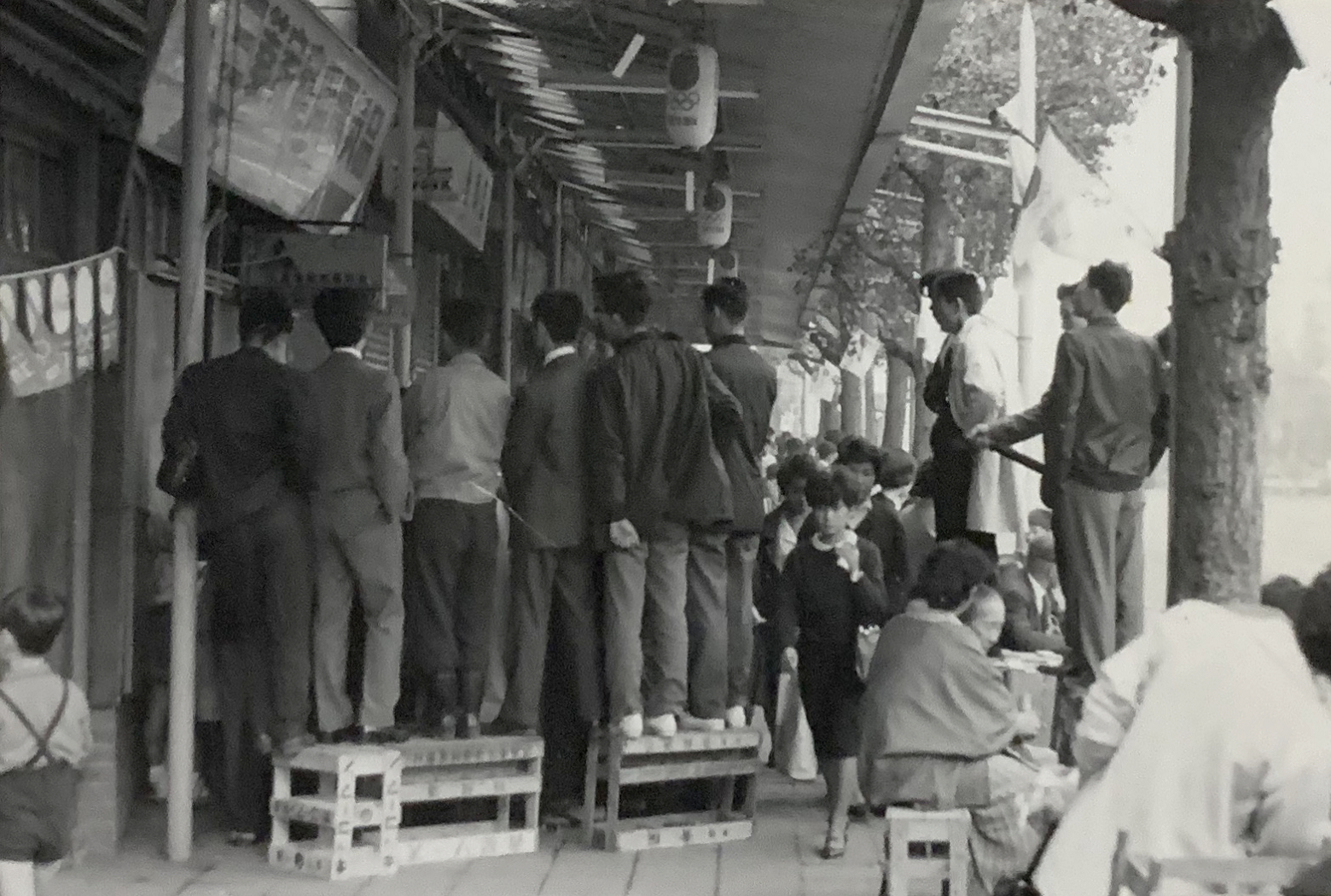
東京オリンピックを観戦している市民（1964年）

日本におけるテレビ放送は、1950年11月からの定期試験放送期間を経て、1953年2月1日にNHK東京で、次いで同年8月28日には日本テレビ放送網(NTV)が本放送を開始した。
しかし、1953年当時、日本ではテレビ受像機は900世帯ほどしか所有していなかった。当時、大卒初任給が約1万円だった時代にテレビ受像機の価格は約24万円と非常に高額で、庶民には全く手の届かない製品だったためである。
日本テレビの社長に就任していた正力松太郎は街頭テレビの設置を推し進めた。民間放送である日本テレビはテレビの広告メディアとしての威力を発揮させるため、8月の放送開始に先立って、街頭テレビを新橋駅西口広場、新宿駅、上野駅、日比谷公園、浅草観音、水天宮など首都圏の55か所に220台を設置した。小さい画面にもかかわらず、特に人気番組のプロレス中継・ボクシング中継・大相撲中継・プロ野球中継には観衆が殺到した。正力は「台数は少なくても視聴者は多い」とアピールしてスポンサーを説得し、結果、開局7ヶ月で黒字化を達成した。一方で街路樹によじ登って街頭テレビを見ていた人が落下する事故や、丸井中野本店では街頭テレビに人が集まりすぎて床が抜け落ちる事故も発生した。
さらに街頭テレビは増設され、新潟県柏崎市、福島県会津若松市、静岡県焼津市など、日本全国278か所に設置された。
1956年12月1日、西日本で初の民放テレビ局として大阪テレビ放送（現在の朝日放送テレビ）が開局した際にも、大阪市など京阪神の主要都市に街頭テレビを設置し、テレビの普及促進に全力を注いだ。
その後、街頭テレビの大成功に触発される形で、民放テレビ局が次々と開局し、街頭テレビをさらに普及させた。
また放送局のみならず、受像機製造メーカーや販売店の側も宣伝目的で競って街頭テレビを設置し、自社製品の優位性を訴えた。

## テレビ普及後
テレビ受像機は街頭テレビのほか電器店や公民館、国鉄を中心とした鉄道駅のコンコースなどに置かれていたが、それに刺激されて飲食店や喫茶店などにも設置されるようになった。
間もなく白黒テレビは家庭へと普及していき、三種の神器の一つに数えられた。特に1958年の東京タワー竣工とミッチー・ブームを境に急速に浸透した。
その後街頭テレビは、1960年より放送を開始したカラーテレビの普及に目的を転じた。しかし1964年の東京オリンピックを契機に、カラーテレビも各家庭に普及していったため、相対的に街頭テレビは当初の目的を失い、衰退していった。
その後も各地域をサービスエリアとするテレビ局やケーブルテレビ事業者が、サービス宣伝の目的で、主要駅のコンコースや商業施設の休憩所などに、テレビや複数のチャンネルが見られるモニターを設けている事例がある。1980年代から2000年代初頭にかけて、ハイビジョンの普及目的で受像機が公共の場所に設置されたこともあった。